# Bassus speciosicornis
Bassus speciosicornis är en stekelart som först beskrevs av Granger 1949.  Bassus speciosicornis ingår i släktet Bassus och familjen bracksteklar. Inga underarter finns listade.